# Maison de verre (Pierre Chareau)
Pour les articles homonymes, voir maison de verre.
La « maison de verre » est un projet architectural réalisé entre 1928 et 1931 par l'architecte-décorateur Pierre Chareau, l'architecte Bernard Bijvoet (nl) et l'artisan ferronnier Louis Dalbet. Elle est située au 31, rue Saint-Guillaume dans le 7e arrondissement de Paris, et fut une commande du docteur Jean Dalsace, gynécologue et promoteur de la planification familiale.

## Histoire
À la fin des années 1920, Pierre Chareau reçoit la tâche de Jean et Annie Dalsace de transformer un immeuble du faubourg Saint-Germain en une maison destinée à la vie familiale et professionnelle. En raison de la présence au dernier étage de locataires, inamovibles et ne voulant pas partir, Chareau imagine de poser la maison sur des pilotis et de l'éclairer par une façade de verre. La nouvelle maison s'est ainsi glissée sous l'ancien hôtel particulier datant du XVIIIe siècle.
Le docteur Jean Dalsace (1893-1970) était un militant pacifiste et un membre du Parti communiste français qui a joué un rôle important dans les événements anti-fascistes et culturels. Dans la seconde moitié des années 1930, la salle de séjour de la maison de verre, très haute sous plafond, a été transformée en salon, lequel était régulièrement fréquenté par des intellectuels marxistes comme Walter Benjamin ainsi que des poètes et artistes communistes ou surréalistes comme Louis Aragon, Paul Éluard, Jean Cocteau, André Masson, Max Ernst, Yves Tanguy, Joan Miró, Pablo Picasso et Max Jacob.
Selon l’historienne d’art américaine Maria Gough, la maison de verre a beaucoup influencé Walter Benjamin, particulièrement son interprétation constructiviste — plus qu’expressionniste — du projet utopique de Paul Scheerbart pour une future « culture du verre », pour un « nouvel environnement en verre [qui] transformera profondément l’humanité », comme ce dernier l’a exprimé dans son traité sur l’Architecture de verre de 1914. Walter Benjamin estimait que « vivre dans une maison de verre est, par excellence, une vertu révolutionnaire ».
La maison de verre a été classée monument historique en 1992. Le journal New York Times considère la maison de verre comme « The best house in Paris ».
Un film documentaire sur la maison a été réalisé en 2004 par les cinéastes Richard Copans et Stan Neumann pour leur série Architectures, diffusé sur Arte.
La maison reste privée et fermée aux touristes. La fille du docteur Dalsace, Aline Vellay-Dalsace, l’a vendue au négociant américain Robert M. Rubin en 2005,.
Ce site est desservi par la station de métro Rue du Bac.

## Description
Œuvre majeure de Pierre Chareau, la maison est composée de trois étages, conçue comme un espace total, dont la façade sur cour est complètement vitrée : une structure métallique tramée soutient des panneaux en pavés de verre tandis que les chambres s'isolent par des portes-placards, en bois ou métal, qui coulissent ou pivotent. La structure (poutres et poutrelles en acier), les canalisations et conduits restent visibles et participent à l'architecture, transformant ainsi les éléments utilitaires de la maison en éléments décoratifs. Ont également été utilisées des dalles ou briques de verre séparant les espaces et éclairant les pièces d'une abondante lumière. Parfois, les mises en façades sont rythmées en contraste avec le béton (jeu de géométrie avec des influences japonaises, des répétitions formelles et une trame rythmique).
La répartition de la maison était quelque peu inhabituelle dans la mesure où elle incluait un rez-de-chaussée avec le cabinet médical du docteur Jean Dalsace. Ce schéma de circulation changeant était permis par un panneau rotatif qui cachait les escaliers privatifs de la vue des patientes pendant la journée, mais laissait deviner les escaliers la nuit.
Pierre Chareau a dessiné le mobilier — une partie de celui-ci a été vendue en 2021. Ce designer et architecte a également introduit des éléments nouveaux comme la structure de métal apparente, les canalisations esthétiques apparentes pour faciliter l'entretien, des tôles perforées, des caillebotis de métal pour les escaliers, le revêtement de sol en caoutchouc naturel à pastilles, influençant ainsi bon nombre d'architectes.

## Filmographie
- Richard Copans, Stan Neumann, La Maison de Verre, Arte, coll. « Architectures », 2004, 26 min. (Le documentaire est accessible sur Youtube mais la qualité visuelle laisse à désirer.)